# Lareintal
Das Lareintal ist ein südliches Seitental des Paznauntals und wird vom Lareinbach durchflossen, der bei Mathon in die Trisanna mündet. Es liegt im Südwesten des österreichischen Landes Tirol an der Grenze zu Graubünden.
Das Tal erstreckt sich vom Paznaun rund acht Kilometer in südliche Richtung. Der Talschluss wird vom Lareinferner unterhalb des Nördlichen Fluchthorns eingenommen. Westlich parallel verläuft das Jamtal und östlich das Fimbatal; am oberen östlichen Talende bietet das Ritzenjoch einen Übergang ins Fimbatal.
Im unteren Teil befindet sich auf einer Höhe von 1860 m ü. A. die bewirtschaftete Lareinalpe, zu der auch ein Fahrweg führt.

## Beleg
- Lareintal auf Austrian Map.